# Dungeons & Dragons (série animada)
Dungeons & Dragons (Brasil: Caverna do Dragão ) é uma série de animação baseada no jogo de RPG homônimo da TSR, coproduzida pela Marvel Productions, TSR e Toei Animation. A série possui 27 episódios divididos em três temporadas, transmitidas originalmente entre os anos de 1983 e 1985 pela rede de televisão estadunidense CBS. A animação da série ficou a cargo da empresa japonesa Toei Animation. A série estreou no Brasil em 1985, no programa Balão Mágico da Rede Globo.
A série focou em um grupo de seis amigos que são transportados para o reino titular e seguiram suas aventuras enquanto tentavam encontrar um caminho para casa com a ajuda de seu guia, o Mestre dos Magos (Dungeon Master no original).
A propriedade da série passou para a Disney em 2001, quando a Disney adquiriu a Fox Kids Worldwide, que também inclui a Marvel Productions. Mas a série não está disponível no Disney+.
Um episódio final intitulado Requiem teria servido tanto como uma conclusão para a história quanto como uma re-imaginação da série caso houvesse uma quarta temporada; no entanto, a série foi cancelada antes do episódio ser feito. O roteiro foi publicado na internet e apresentado em forma de um áudio drama como um recurso especial para uma edição em DVD da série lançada pela BCI Eclipse. 

## A série

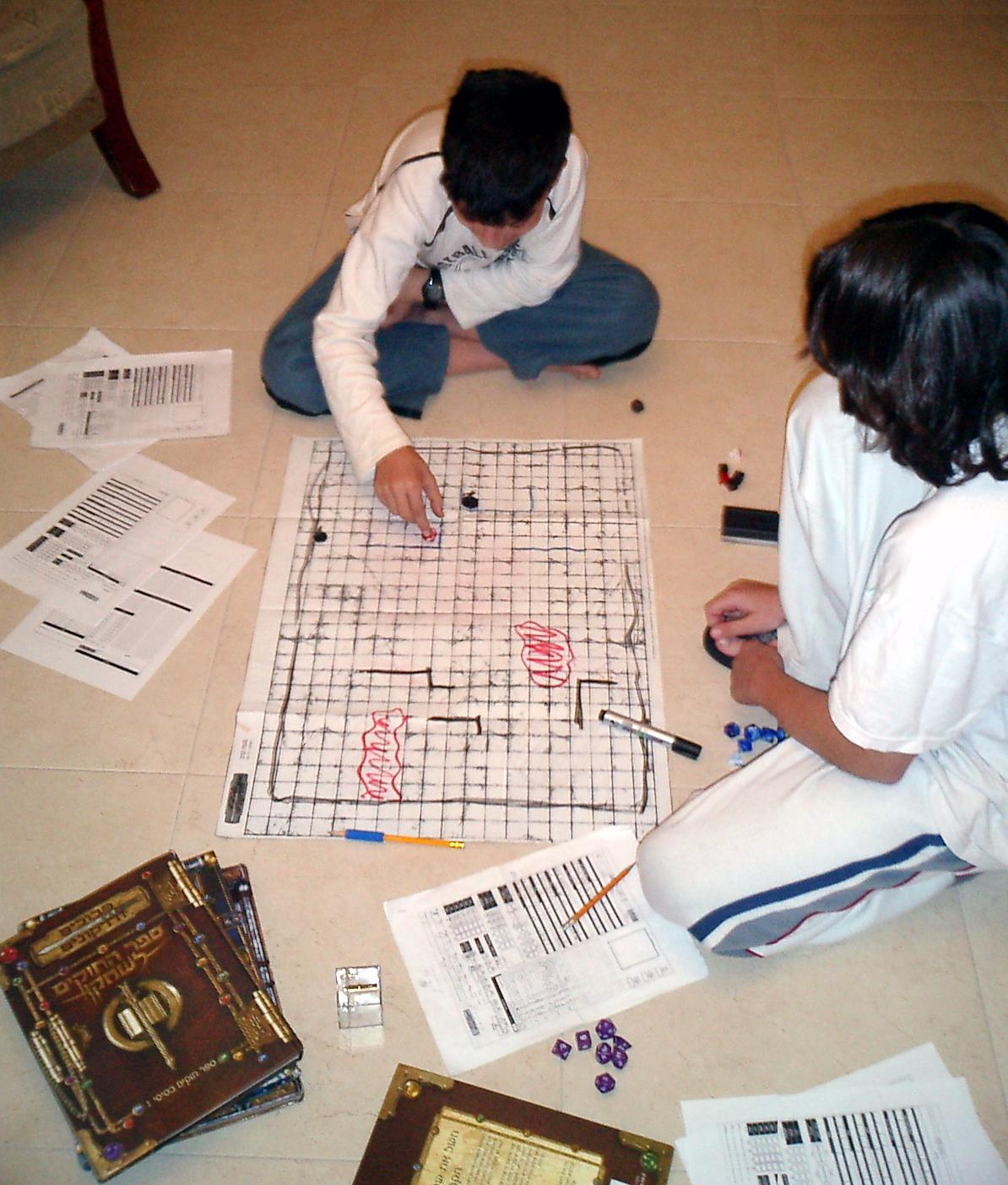
Exemplo de uma partida de Dungeons & Dragons

Inicialmente, a série foi um projeto da Marvel Productions chamado Swords and Sorcery, porém, não foi aprovado pela NBC, com isso, a produtora resolveu assinar um contrato de licença com a TSR para utilizar a marca Dungeons & Dragons, o projeto foi reformulado por Dennis Marks e Mark Evanier, sendo lançado em setembro de 1983 na CBS.
A série mostra uma história de seis crianças americanas dos anos 1980 que tentam voltar a seu mundo após chegarem ao Reino de Dungeons & Dragons em um passeio de montanha russa. O desenho possui várias referências ao universo do jogo de role-playing game Dungeons & Dragons.
Apesar do enorme sucesso, especialmente no Brasil, a série foi cancelada. O criador Gary Gygax deu uma explicação para o cancelamento em entrevista exclusiva para a edição número 3 da revista Herói 2000 (novembro de 1999, Conrad Editora), escrita pelo jornalista brasileiro Pablo Miyazawa:
| “ | Em 1985, a equipe responsável pelo desenho se reuniu com os executivos da temporada seguinte. Os seis jovens – mais velhos e mais experientes – seriam chamados de volta ao mundo da Caverna do Dragão pelo Mestre dos Magos. Foram concebidos três scripts do desenho, e eu até aprovei um deles. Mas algumas dificuldades surgiram. A D&D Corp. fechou e a CBS com a Marvel decidiram não continuar mais com o desenho. A nova série foi cancelada antes mesmo de ser produzida. | ” |

A Saban Entertainment Inc. detinha os direitos da série quando, em 1996, uniu-se à Fox Children's Productions, criando a Fox Kids Worldwide. Em 2001, o grupo foi absorvido pela The Walt Disney Company, renomeando-o "BVS Entertainment" e, consequentemente, adquirindo os direitos de Caverna do Dragão. Em 2009, a Mill Creek Entertainment comprou os direitos da série e lançou um Box de DVD.

### No Brasil
A série estreou no país em 1985, no programa Balão Mágico da Rede Globo, mas sua popularidade começou em definitivo quando foi apresentado como uma das atrações de estreia do Xou da Xuxa em 30 de junho de 1986. Na época, os RPG ainda não haviam sido publicados no país (algo que só ocorreria na década seguinte). A emissora exibiu por muito tempo apenas as duas primeiras temporadas; só em 1994 exibiu a terceira temporada, na TV Colosso, com nova dublagem. Após isso, foi reprisada em outros programas infantis da Globo, como Xuxa Park, Angel Mix, Festival de Desenhos e TV Globinho, que nunca chegou a exibir a abertura da série. Na TV por assinatura, a série foi apresentada como uma das atrações do bloco Babá Eletrônica do Multishow, depois teve uma rápida passada durante os primórdios da Fox Kids no país, sendo depois exibido no canal Gloob, empresa do Grupo Globo, em 2013.

## História
A abertura do primeiro ano da série mostra um grupo de seis jovens em um parque de diversões embarcando em uma montanha russa chamada Dungeons & Dragons. Contudo, durante o passeio, um portal se abre e transporta as crianças para outro mundo, chamado simplesmente de "Reino", no qual o grupo já aparece trajando outras roupas e recebendo logo em seguida armas mágicas — as armas do poder — de alguém que se apresenta como o Mestre dos Magos (Dungeon Master, no original, termo também presente nos jogos de role-playing game que deram origem à série).
A partir daí, os jovens passam por diversas aventuras buscando voltar para casa, durante as quais o Vingador, um mago maléfico, tenta a todo custo tomar as armas do poder dos jovens com a intenção de derrotar tanto o Mestre dos Magos quanto Tiamat, uma deusa-dragoa de cinco cabeças, para assim dominar o Reino. Ao longo do seriado, revela-se que o Vingador é, na realidade, filho do Mestre dos Magos.

### O Reino
Não há consenso sobre qual foi o cenário de Dungeons & Dragons utilizado para ambientar o seriado. Greyhawk, um dos primeiros cenários de Dungeons & Dragons e cuja autoria é de Gary Gygax, um dos criadores do desenho animado, teve alguns de seus personagens utilizados ao longo da série, dentre os quais: Warduke (Duque Guerreiro), Tiamat, o Beholder (Observador) e Lolth (os três últimos passaram a, posteriormente, compor o universo básico de Dungeons & Dragons).
Por outro lado, Hank e Bobby são citados no vídeo-jogo para computador Baldur's Gate 2, que é ambientado no mundo de Forgotten Realms.
O mundo de Caverna do Dragão é simplesmente chamado de "O Reino" (Realm of Dungeons & Dragons, no original). Há diversas cidades pequenas (vilarejos ou burgos) espalhadas pelo Reino, chefiadas por pessoas denominadas "prefeitos" (ou burgo-mestres). Há cidadelas maiores, cercadas por grandes muros e governadas como um principado ou um reino. A maioria das aglomerações urbanas tem ciência do Vingador e muitas demonstram temor e obediência a ele. No geral, essas sociedades organizam-se como feudos ou monarquias absolutistas, apesar de, especialmente nos pequenos vilarejos, ser observada uma organização mais democrática. Entre os reis e rainhas que aparecem na série, destacam-se: Rahmoud, Travar, Tasmira, Solinara, Syrith, Zinn e Varen, além do Vingador.
A variedade de raças encontradas é enorme, a maioria podendo ser vista na primeira versão do Livro dos Monstros de D&D. A produção não é, todavia, totalmente fiel aos cânones de D&D. Em especial, nota-se que anões e gnomos são mostrados frequentemente como povos escravizados ou atemorizadas pelo Vingador ou por outros acólitos. Também, não existem clérigos, druidas ou deuses. Os produtores acharam que tais elementos tornariam a série alvo de religiosos. Existe apenas um último remanescente adulto dos dragões dourados no Reino; os dragões dirigem-se ao Cemitério dos Dragões para morrerem. Os unicórnios, em grande parte, vivem em um local secreto chamado Vale dos Unicórnios. Há, ainda, orcs, meio-orcs, fadas e halflings, entre outras raças.  O único elfo presente aparece no episódio "O Salão dos Ossos".
Existem quatro sóis no Reino e pelo menos duas luas. Ao longo da série, é possível observar toda sorte de bioma – de florestas a desertos, apesar de se notar uma quantidade maior deste último tipo.
Não raro, são descobertos portais para outras dimensões, ou surgem criaturas advindas de outros mundos, muito similar ao que ocorre em Planescape, outro cenário de aventuras de D&D. Ao longo do seriado, são encontradas outras pessoas originárias da Terra. Aparentemente, o tempo no Reino corre de maneira diversa ao tempo em nossa realidade.

## Armas do Poder
No Reino de Caverna do Dragão, há outras armas do poder além das que são cedidas aos protagonistas pelo Mestre dos Magos. A origem de seu poder, diferentemente de outras armas mágicas quaisquer, está no Cemitério dos Dragões, guardadas, juntamente aos ossos dos antigos dragões, pela deusa-dragoa Tiamat, que ali vive. Lá, as armas do poder apresentam performance superior ao normal. Também, a depender das armas do poder disponíveis, é possível combinar seus poderes para abrir um portal que leve ao Cemitério dos Dragões.
A energia das armas do poder dura alguns anos, após o que precisam ser recarregadas em locais como o Salão dos Ossos: um grande palácio-mausoléu, onde haviam sido depositados os restos mortais de poderosos guerreiros. Em seu centro, um altar no formato de uma enorme caveira era capaz de reenergizar as armas do poder. O local foi destruído pelo Vingador após os protagonistas ali recarregarem suas armas. Outros locais onde é possível recarregar as armas do poder são o Portal do Amanhecer, no Mundo Subterrâneo, e o Cemitério dos Dragões.
O Vingador ambiciona as armas dos garotos para ampliar seus poderes e assim derrotar Tiamat, abrindo caminho para dominar o mundo. Nas poucas vezes em que conseguiu capturar as armas, o Vingador as segurava em uma mão, enquanto canalizava sua magia com a outra. Tiamat apresenta especial vulnerabilidade quando é atingida por essas rajadas concentradas de magia unificadas ao poder do Vingador. O Mestre dos Magos também já fez uso do poder combinado das armas dos garotos.
As armas do poder não apresentam seus poderes em nossa dimensão. Algumas são capazes de autorreparar-se se quebradas.

### Outras armas mágicas
Ao longo do seriado, outras armas mágicas são encontradas, mas são extremamente raras. Não se tem certeza, todavia, se todas são especificamente armas do poder, como as dos garotos, ou se são artefatos mágicos diversos.
- Espada[25]: usada pelo Duque Guerreiro, é capaz de congelar instantaneamente aquilo que golpeia.
- Espada[36]: usada por Dekion, um cavaleiro celestial do Grupo Místico, é capaz de lançar rajadas de energia.
- Martelo de Ouro[27]: usado pelo paladino Coração Forte, é capaz de rebater rajadas mágicas, além de apresentar um poder de destruição semelhante ao tacape de Bobby e uma esfera de proteção similar ao escudo de Eric.
- Elmo alado[27]: usado pelo paladino Coração Forte, não se sabe quais são seus poderes, pois não chega a ser utilizado durante o episódio.
- Cimitarra[33]: usada pelo rei Rahmud, é capaz de emitir ondas sonoras destruidoras quando vibrada.
- Espada[35]: é capaz de cortar facilmente materiais muito duros, como rocha.
- Tridente[35]: é capaz de disparar rajadas de energia.
- Rede[35]: é capaz de regenerar a saúde de quem for coberto por ela.
- Chicote[35]: é capaz de criar um chicote energético de comprimento variado.
- Bastão mágico[35]: é capaz de emitir rajadas de energia.
- Mangual[35]: é capaz de criar furacões.
- Elmo de Chifres[29]: usado por Uggar, é capaz de disparar rajadas de energia.

## Personagens

### Protagonistas
Os seis garotos que brincavam no carrinho de montanha-russa quando foram transportados para o Reino são os protagonistas da série.
- Hank (guarda): com 15 anos de idade, assumiu a função de líder, ainda que hesitante.[29] Nutre afeição por Sheila[23][29] e sente culpa por ter permitido que seus amigos entrassem no Reino. Recebeu um arco mágico capaz de criar flechas energéticas, que podem ser esticadas, dobradas ou até mesmo utilizadas como corda. Seu maior medo é não ser um bom líder.[36]
- Eric (cavaleiro): com 15 anos de idade, filho de pais ricos, é constantemente arrogante e egoísta, preocupado mais consigo e com uma chance real de retornarem para casa. Devido a sua natureza, coloca o grupo muitas vezes em perigo, mas, não raro, arrisca-se para salvá-los. Recebeu um escudo que o protege contra ataques mágicos ou físicos; esse escudo pode criar campos de força para defender uma pequena área em seu entorno. Ao longo do seriado, Eric tem suas feições transformadas como consequência de seu comportamento: um burro,[36] uma fera do pântano,[37][38] um macaco de cara azul[21] e até um mestre dos magos.[1][39] Apesar de detestar o mundo de Caverna do Dragão, já demonstrou interesse em ficar no Reino,[21] além de ter uma queda por Lorne, um garoto órfão que é apresentado como sua alma gêmea[carece de fontes?] da mesma forma que Varla foi para Presto e Kosar para Diana. Seu maior medo é ser motivo de piada.[36]
- Diana (acrobata): com 14 anos de idade, é extremamente confiante e centrada, já apresentando habilidades acrobáticas no mundo real.[23] Recebeu um bastão, usado em saltos e acrobacias. Tão flexível quanto as flechas de Hank, o bastão pode regenerar-se se quebrado. Seu maior medo é envelhecer.[36] No Reino, ela se apaixona pelo jovem Kosar. Seu pai é astrônomo[1][29] (astrólogo na dublagem brasileira).
- Sheila (ladina): com 13 anos de idade, é a irmã mais velha de Bobby, o qual procura proteger. Corresponde à afeição que Hank tem por ela.[23][29] Recebeu uma capa com capuz que lhe dá invisibilidade. Seu maior medo é ficar sozinha. Embora vulnerável emocionante, Sheila utiliza regularmente os atributos furtivos de seu manto com grande perigo para si mesma, em benefício dos objetivos comuns de seu grupo.
- Presto (mago): com 14 anos de idade, É tão inseguro quanto um garoto recém-saído da infância e sua falta de habilidade física e timidez lhe dão o estereótipo do nerd. Suas trapalhadas, quando não catastróficas, costumam ser motivo de chacota do grupo, especialmente de Eric. Recebeu um chapéu de feiticeiro, do qual podem ser retirados objetos e magias aleatórias. O poder do chapéu não é inteiramente dominado por Presto, que em determinada altura do seriado passa a recitar versos ao utilizar a arma. No mundo real, Presto não gostava das aulas de educação física[20] e já gostava de realizar truques de magia.[33] Seu maior medo é perder seus óculos e não conseguir enxergar.[36] Sua grande paixão foi Varla.[24]
- Bobby (bárbaro): com 8 anos de idade, é irmão caçula de Sheila. Impetuoso, demonstra temeridade inconsequente, o que por vezes cria problemas para o grupo. Sabe da afeição que Hank sente por sua irmã, mas isso não o impede de tê-lo como amigo. Não costuma ter paciência com Eric e afeiçoou-se de maneira especial por Uni. Recebeu um tacape, cujo golpe, muito forte, é capaz de quebrar pedras e criar pequenos abalos sísmicos. Parece compreender a linguagem dos unicórnios, ou, pelo menos, o que Uni tenta dizer. Em nossa dimensão, havia-se apaixonado  por uma menina chamada Terry, que foi parar no Reino da mesma maneira que Bobby. Seu maior medo é ser tratado feito criança.[36]

### Coadjuvantes
“– De onde o senhor veio?
 – De algum lugar entre lá e aqui.”

— Presto e Mestre dos Magos
Para além dos seis jovens, o seriado conta com uma pequena gama de personagens secundárias, porém constantes:
- Mestre dos Magos: espécie de mestre de RPG (Dungeon Master), é o guia dos garotos, ele fornece conselhos e ajuda importantes, mas muitas vezes de uma mentira enigmática que não faz sentido até que a equipe tenha concluído a missão de cada episódio.
- Uni: um filhote fêmea de unicórnio aparentemente órfã, que se torna a mascote das personagens e tem afeto especial de Bobby. Não domina plenamente os poderes mágicos auferidos por seu chifre, especialmente a capacidade de se teletransportar uma vez ao dia.[26]. Por pertencer ao Reino, não pode acompanhar os garotos de volta ao mundo real.[34]

### Antagonistas

O Vingador montado em um pesadelo. Apesar de não ter asas, os pesadelos são capazes de voar, ao contrário do Vingador, incapaz de voar mesmo tendo asas.

- Vingador: um feiticeiro maléfico, opressor de diversos povos e raças, com grandes habilidades místicas. Ao longo do seriado, o Mestre dos Magos dá a entender que o Vingador já foi uma boa pessoa há muito tempo, e que o vilão se demonstrou o maior dos erros do Mestre.[22] Ao final da batalha no Cemitério dos Dragões, o Mestre dos Magos dá a entender que é pai do Vingador,[35][40] algo confirmado no roteiro do episódio Requiem. O Vingador tenta dominar plenamente o Reino e derrotar Tiamat e, para tanto, deseja as armas do poder dos garotos para ampliar seus poderes. Entre as criaturas que compõem seu exército, encontram-se orcs. Ele serve a uma entidade conhecida no mundo real como O Mal e cognominada no Reino como Aquele-Cujo-Nome-Não-Deve-Ser-Pronunciado:[29] uma entidade multidimensional de enormes poderes. Diferentemente das armas do poder ou de criaturas advindas do Reino, como Uni, o Vingador é capaz de invadir o mundo real e fazer uso de sua magia.  Frequentemente, cavalga uma criatura cuja raça é denominada "pesadelo".[1] Apesar de ter um par de asas, o Vingador não é capaz de voar, diferentemente de sua montaria, que, por sua vez, não possui asas. Ele tem uma irmã chamada Karena, que também tem poderes mágicos, mas não é revelado se Karena também seria filha do Mestre dos Magos.[41]
- Tiamat: é uma terrível deusa-dragoa de cinco cabeças, cada uma com um poder diferente: a branca solta gelo, a verde solta gás tóxico, a vermelha (central) solta fogo, a azul solta relâmpagos e a preta solta ácido. Tiamat é a única criatura que o Vingador teme.
- Demônio das Sombras: outro personagem recorrente, serve ao Vingador como seu informante. Inicialmente espreitando os jovens sem que eles tenham ciência. É extremamente leal a seu mestre, pelo qual nutre profundo temor.

## Episódios
| 01 - The Night of No Tomorrow (A Noite sem Amanhã) 02 - Eye of the Beholder (O Olho do Observador) 03 - The Hall of Bones (O Salão dos Ossos) 04 - Valley of the Unicorns (O Vale dos Unicórnios) 05 - In Search of the Dungeon Master (Em Busca do Mestre dos Magos) 06 - Beauty and the Bogbeast (A Bela e a Fera do Pântano) 07 - Prison Without Walls (Prisão sem Muros) 08 - Servant of Evil (Servo do Mal) 09 - Quest of the Skeleton Warrior (À Procura do Esqueleto Guerreiro) 10 - The Garden of Zinn (O Jardim de Zinn) 11 - The Box (A Caixa) 12 - The Lost Children (As Crianças Perdidas) 13 - Presto Spells Disaster (As Mágicas Desastrosas de Presto) | 14 - The Girl Who Dreamed Tomorrow (O Sonho) 15 - The Treasure of Tardos (O Tesouro de Tardos) 16 - City at the Edge of Midnight (A Cidade à Margem da Meia-Noite) 17 - The Traitor (O Traidor) 18 - Day of the Dungeon Master (O Dia do Mestre dos Magos) 19 - The Last Illusion (A Última Ilusão) 20 - The Dragon's Graveyard (O Cemitério dos Dragões) 21 - Child of the Stargazer (O Filho do Astrólogo) 22 - The Dungeon at the Heart of Dawn (O Portal do Amanhecer) 23 - Odyssey of the Twelfth Talisman (A Odisséia do Décimo Segundo Talismã) 24 - Citadel of Shadow (A Cidadela da Sombra) 25 - The Time Lost (Apagando-se o Tempo) 26 - Cave of the Fairie Dragons (A Caverna das Fadas Dragão) 27 - The Winds of Darkness (A Névoa da Escuridão) |

### O último episódio
Requiem é o episódio final da série animada Dungeons and Dragons e foi escrito pelo roteirista Michael Reaves. De todos os vinte e oito episódios, este foi o único a não ser produzido, embora o roteiro oficial tenha sido criado. O episódio relata os acontecimentos finais da jornada dos seis garotos.
Sobre este episódio, Michael Reaves, roteirista da série, afirmou:
Em 2010, uma versão não oficial do roteiro adaptada para os quadrinhos foi feita pelo cartunista brasileiro Reinaldo Rocha. E em 2020, uma versão animada foi criada por fãs dos Estados Unidos e lançada no YouTube. No ano seguinte, devido ao sucesso do vídeo no Brasil, um desses fãs se juntou a fãs brasileiros e lançaram uma versão dublada em português, com textos traduzidos e músicas melhoradas.

## Controvérsia
O nível de violência da série causou polêmica entre a audiência dos Estados Unidos à época da estreia, e o roteiro de um episódio, O Cemitério dos Dragões, quase foi arquivado devido às conjecturas dos protagonistas em matar sua nêmese, o Vingador. Em 1985, a Coalizão Nacional sobre Violência Televisiva (National Coalition on Television Violence) exigiu que a FTC colocasse um aviso a cada transmissão afirmando que Caverna do Dragão relacionava-se a mortes violentas.

## Trilha sonora
A maioria das trilhas sonoras do seriado foram compostas e conduzidas por Johnny Douglas. Na França, a trilha dos créditos foi substituída pela canção Le Sourire du Dragon, cantada por Dorothée, e, na Espanha, pela canção Dragones y Mazmorras, cantada por Dulces.
Foi gravada uma versão para orquestra da música que tocava durante os créditos para o álbum On Screen, lançado pela gravadora Dulcima Records.

## Prêmios
- Em 1986, Tonia Gail Smith, a voz original de Diana, foi indicada ao prêmio Young Artist Awards, na categoria de melhor performance em dublagem de animação (outstanding young actress in an animation/voice-over).[48]
- Em 2009, o site IGN ranqueou "Caverna do Dragão" na 64a posição da sua lista "Best 100 Animated Series".[49]

## Histórico de transmissões
Nos Estados Unidos, a série liderou a audiência em seu horário por dois anos.
 Estados Unidos
- CBS (1983 - 1986)
- Fox Kids (2000)

 Reino Unido
- BBC (1984 - 1991)
- The Children's Channel
- Nickelodeon (1995 - 1996)
- ITV1 (1996)

 Hong Kong
- Cartoon Network (1998 - 2001)
- TVB Pearl[desambiguação necessária] (2004)

 México
- Televisa Canal 5 XHGC (1985 - 1992)

 Japão
- NHK
- TV Tokyo (2003)
- Jetix (2005 - 2009)
- Fuji TV

 Brasil
- Rede Globo (1985 - 2014)[carece de fontes?]
- Multishow (1993 - 1995)
- Fox Kids (1997 - 1999)
- RBTV (2009)
- Gloob (2013)
- Cine+ (2017)

 Espanha
- TVE (1985)

 Chéquia
- Supermax (1997-1998)

 Alemanha
- RTLPlus[51][52] (1991)

## Autores
- Jeffrey Scott (9 episódios)
- Michael Reaves (7 episódios)
- Karl Geurs (3 episódios)
- Katherine Lawrence (3 episódios)
- Paul Dini (2 episódios)
- Steve Gerber
- Mark Evanier[1]
- Hank Saroyan
- Buzz Dixon
- Mark Shiney
- Michel L. DePatie
- Michel Casslitt

## Elenco de vozes

### Protagonistas
| Personagem          | Voz original      | Dublagem brasileira                                               |
| ------------------- | ----------------- | ----------------------------------------------------------------- |
| Hank                | Willie Aames      | Ricardo Schnetzer                                                 |
| Eric                | Don Most          | Mário Jorge e Ettore Zuim                                         |
| Bobby               | Ted Field III     | Herinque Ogalla                                                   |
| Sheila              | Katie Leigh       | Marlene Costa e Fernanda Fernandes                                |
| Presto              | Adam Rich         | Nizo Neto e Gabriel de Queiroz Rezende                            |
| Diana               | Tonia Gaile Smith | Mônica Rossi                                                      |
| Mestre dos Magos    | Sidney Miller     | Ionei Silva e Miguel Rosenberg                                    |
| Vingador            | Peter Cullen      | Orlando Drummond Cardoso                                          |
| Uni                 | Frank Welker      |                                                                   |
| Demônio das Sombras | Mari Devon        | Orlando Prado, Nelson Batista, Roberto Macedo e André Luiz Chapéu |
| Tiamat              | Frank Welker      | José Santa Cruz e Amaury Costa                                    |

- Personagens secundários (dublagem brasileira)

Sônia Ferreira, André Luiz Chapéu, Francisco José, Amaury Costa, Carmem Sheila, Marisa Leal, Paulo Flores, Cleonir dos Santos, Mara Di Carlo, Sumara Louise e Roberto Macedo, entre outros.

## Lançamentos em Home vídeo
Em 2004, a Contender Entertainment Group lançou a série em quatro DVDs independentes (sob licença da Fox Kids Europe/Jetix Europe). Recursos extras em cada volume incluem faixas de comentários de fãs em dois episódios, perfis de personagens e conteúdo de DVD-ROM. A bíblia da série original, roteiros, folhas de modelo de personagem, arte promocional original, uma entrevista com Michael Reaves (escritor do episódio final não produzido "Requiem") e um featurette sobre a sequência do título estão espalhados entre os discos. O quarto volume inclui o roteiro de "Requiem" e um featurette sobre ele. Cada um dos quatro DVDs tem diferentes capas originais (de Eamon O'Donoghue) que formam um panorama quando colocados lado a lado, retratando os personagens principais da série: Hank e Sheila com Vingador, Presto com Tiamat, Eric e Diana com Shadow Demon, e Bobby com Uni e o Mestre dos Magos.
Na Região 1, a série foi lançada em caixa contendo cinco DVD, acompanhada de extenso material extra, como documentários, perfis de personagens etc. Lançada pela BCI Eclipse em 2006, sob licença da Disney, a coleção está atualmente fora de edição e a empresa encerrou suas atividades em 2008. Um extra que chamava atenção era uma versão sonora do script do último episódio da série, Requiem. Outros itens curiosos na versão estadunidense do DVD eram um livreto com um guia de episódios e outro livreto contendo dados de role-playing game. Este lançamento está esgotado, pois a BCI Eclipse encerrou as operações em dezembro de 2008.
Em junho de 2009, Mill Creek Entertainment adquiriu os direitos da série e relançou-a em agosto do mesmo ano, sem nenhum material extra. Em outubro de 2012, o box foi lançado no Brasil.
A série completa foi transmitida no Twitch em 9 de julho de 2021, como parte do Saturday Morning D&D Secret Lair, que é uma edição limitada dos cards Magic the Gathering apresentando personagens do desenho animado, lançado posteriormente em 29 de outubro do mesmo ano.

## Merchandise e outras mídias

### Brinquedos e colecionáveis
- Uma linha de brinquedos de Advanced Dungeons & Dragons foi produzida por LJN em 1983,[60] incluindo personagens originais como Warduke, Strongheart, o Paladino, e o malvado mago Kelek que teria aparecido na campanha para a edição Basic do RPG. Os personagens principais da série de TV não foram incluídos na linha de brinquedos, mas existe uma conexão, como Warduke, Strongheart e Kelek, cada um deles foi um "ator convidado" em seu episódio de perspectiva da série. Apenas na Espanha e em Portugal foram feitos bonecos em PVC dos protagonistas.[61][62] A empresa brasileira Iron Studios lançou em 2019 um conjunto completo de estátuas colecionáveis polystone para a maioria dos personagens da série animada, usando uma escala 1/10 e formando um diorama completo.[63] No mesmo ano, a PCS Collectibles lançou duas versões do Vingador em escala 1:4, ambas totalmente esculpidas e estátuas de polystone pintadas à mão.[64][65]
- Em 2022, a Hasbro lançou a série de estatuetas de ação Cartoon Classics baseada em na série animada.[66]
- Em 2024, os personagens da série ganharam miniaturas distribuídas como brindes da rede de fast-food brasileira Giraffas.[67]

### Card games
- Em junho de 2019, a Wizards of the Coast anunciou um "Secret Lair set" de Magic: The Gathering baseado na série.[68]

### Comercial de televisão
- Em maio de 2019, um comercial de televisão foi lançado pela Renault Brasil para o lançamento do Renault Kwid Outsider.[69] O comercial foi produzido pela agência DPZ&T e filmado em Salta, na Argentina.[70][71] Orlando Drummond, o dublador original do Vingador, reprisou o papel pro comercial.[72]

### Histórias em quadrinhos
- Dragones y Mazmorras: uma revista em quadrinhos  que adaptou de todos os 27 episódios da Comics Forum, uma divisão da editora espanhola Editorial Planeta De Agostini sob licença da TSR.
- Marvel Summer Special 1987: Prison Without Walls: revista em quadrinhos publicada na Inglaterra, recontava o episódio A Prisão Sem Muros[carece de fontes?].
- Forgotten Realms: The Grand Tour: Uma revista em quadrinhos publicada pela TSR em 1996. Apresenta os protagonistas agora adultos que ainda vivem em um mundo de Dungeons & Dragons, desta vez em Forgotten Realms, com Presto buscando um aprendizado com Elminster, o Sábio.
- Em março de 2023, a IDW Publishing lançou uma minissérie Saturday Morning Adventures, escrita por David M. Booher e Sam Maggs, com desenhos de George Kambadais.[73]

### Filme
- Em 2023, Dungeons & Dragons: Honor Among Thieves apresentou Hank, Bobby, Shelia, Diana, Eric e Presto em participações especiais sem fala.[74]
- Em 2024, durante a CCXP, foi anunciada uma animação stop-motion, parceria da Hasbro com o Jovem Nerd, o curta conta com  participação dos dubladores originais,[75] o curta foi lançado em 13 de dezembro do mesmo ano.[76]

### Jogos de tabuleiro
- Em 1984, a TSR, Inc. lançou o jogo de tabuleiro chamado Quest for the Dungeonmaster, inspirado no episódio "In Search of the Dungeon Master", no qual  Mestre dos Magos é capturado por Warduke e congelado em um cristal mágico, e as crianças tentam resgatá-lo. ele antes que o Vingador chegue lá. A empresa brasileira Grow lançou uma versão em português deste jogo em 1993,[77]com o título À Procura do Dungeonmaster. Curiosamente, foi usado o nome original do Mestre dos Magos (Dungeon Master).[78] A Grow também foi a primeira empresa a lançar o RPG Dugeons and Dragons no país.[79]

### Livros
Vários livros baseados nesta série foram lançados na época de sua maior popularidade:
- Pick a Path to Adventure: Seis livros estilo livro-jogo, sob o ponto de vista dos protagonistas da série. Seis histórias distintas foram criadas, cada uma focando em uma das crianças. Lançados pela TSR.[80]
- The UK Annuals: dois livros de capa dura publicados na Inglaterra entre 1985 e 1986, pela World International Publishing Limited. Incluía histórias ilustradas de diferentes qualidades. O primeiro livro trazia oito aventuras originais, ao passo que o segundo trazia apenas três histórias inéditas, além de uma versão do episódio O Olho do Observador[carece de fontes?].
- Donjons et Dragons: publicado na França, é uma coleção de seis livros recontando alguns dos episódios mais populares[carece de fontes?].
- Dungeons & Dragons – Le Sourire du dragon: publicado na França, é uma coleção de seis livros que reconta alguns dos episódios mais populares.[81]
- Um livro da coleção Little Golden Book intiulado The Adventure Begins!  (2023) escrito por Dennis R. Shealy com desenhos de Nate Lovett, adapta o episódio A Noite sem Amanhã escrito por Mark Evanier.

### RPG
- Dungeons & Dragons 3.5 – Animated Series Handbook: produzido pela Wizards of the Coast e publicado no box de DVD lançado pela Ink & Paint em 2006, o livro de 32 páginas é finalmente uma publicação oficial de D&D sobre Caverna do Dragão. Traz fichas de cada protagonista e uma história para ser jogada, ambientada cronologicamente antes do episódio O Cemitério dos Dragões.[82]
- Em 2024, os personagens da série estão presentes nas aventuras Uni and the Hunt for the Lost Horn,[83] Scions of Elemental Evil[84] e  Hold Back The Dead.[85]

### Vídeo games
- Baldur's Gate II: Shadows of Amn: o jogo faz uma referência a Hank, Bobby e Tiamat.[1] Baldur's Gate é ambientado no mundo de Forgotten Realms.[16]
- Dungeons and Dragons: jogo criado por fãs para o MSX e lançando em 2004 no evento  MSX-Jaú 2004.[86]
- Entre 2024 e 2025, os personagens da série animada também foram adicionados ao jogo Idle Champions of the Forgotten Realms.[87]

### Outros
- Caverna do dragão – o duelo final: peça de teatro montada em 2010 e encenada em São Paulo.[88]
- Carnaval de São Paulo de 2013: o desenho foi tema de carro alegórico da escola Dragões da Real.[89]